# Paletten
Paletten är Sveriges äldsta aktiva konsttidskrift. Den ges ut av Stiftelsen Paletten, kommer ut fyra gånger om året och har redaktion i Göteborg. Paletten startade 1940 av Göteborgs konstnärsklubb. I den första redaktionen fanns bland andra konstnärerna Ragnar Sandberg, Hjalmar Eldh, Nils Nilsson, C.T. Holmström samt boktryckaren Agne Rundqvist. Ansvarig redaktör var då Gunnar Wallin.
Paletten skildrar konstlivet, introducerar konstnärskap och initierar konstdiskussioner. Den engagerar konstnärer för samarbete med de olika numren.

## Historik
Palettens innehåll spände redan från starten från det lokala till det internationella. Under 1940-talet publicerade tidskriften regelbundet danska och norska artiklar i originalspråk samt översättningar. Med Kjell Hjern som redaktör mellan 1941 och 1947 etablerades Paletten som en bred konsttidskrift med skönlitterära inslag. Bland annat publicerades dikter och texter av författare som Gunnar Ekelöf, Erik Blomberg, Harry Martinson och Karin Boye. Bland Palettens senare redaktörer finns bland andra Torsten Bergmark, Rabbe Enckell, Folke Edwards, Leif Nylén, Gertrud Sandqvist, Hans Johansson och Isabella Nilsson.

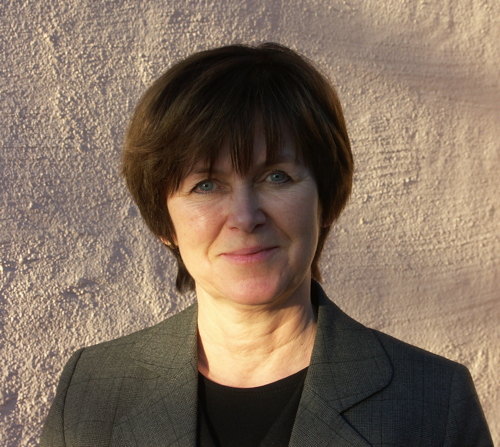
Isabella Nilsson, redaktör 1988–91.

Åren 1973–78 var Håkan Wettre redaktionssekreterare, och efter att Åsa Nacking varit chefredaktör i två år på mitten av 1990-talet övergick tidskriften till att ha redaktionssekreteraren Yngve Brothén i många år som jobbade med gästredaktörer för enskilda nummer, som Maria Lind, Ernst Billgren, Jan Håfström, John Sundkvist, Peter Cornell, Tom Sandqvist, Jan-Erik Lundström och Mika Hannula. Efter Paletten 2002 fick återigen fasta redaktörer: Cecilia Gelin (2002–04), Anna van der Vliet (2004-06) och Sophie Allgårdh (2006–10). I början av 2011 övertogs chefredaktörskapet av trion Milou Allerholm, Sinziana Ravini och Fredrik Svensk, men från 2012 består redaktionen bara av de två senare.

## Innehåll och stil
Palettens artiklar är ofta djuplodande. Texterna kan därför anknyta till fler ämnen än vad som på ytan syns i presenterade teman. Under ett antal nummer 2011 ägnades bland annat stort intresse åt sociopolitik.
Tidningens stil har skiftat beroende på de olika ansvariga redaktörerna. I mitten av 00-talet ägnade sig redaktionen åt kollektiva projekt, medan åren 2006–10 kännetecknades av ett populärt tilltal.
Tidningen skiljer sig från många andra svenska konsttidskrifter och präglas av en ambition till en självständig konstkritik. Stommen i tidningen är de längre, fördjupande och essäistiskt hållna texterna. Däremot saknas en sektion med (kortare) kritiska texter om aktuella händelser i konstvärlden.
Tidningens infallvinkel är idag ofta mer det konstteoretiska än det konsthistoriska, och intresset riktas mer mot konstens roll och funktion än mot det konkreta konstverket.
Palettens redaktionella linje är dock inte helt uppenbar, och tidningen saknar i stort sett redaktionellt material. De essäartade artiklarna kompletteras inte av notiser eller andra mindre texter, och tidningens annonser samlas mot slutet. Däremot förekommer separata avdelningar där inbjudna konstnärer kan visa utdrag ur pågående arbeten.

## Utmärkelser
År 2012 utsågs Paletten till Årets Svenska Kulturtidskrift.

## Redaktörer i urval
- 1940–41 • Gunnar Wallin[2]
- 1941[2]–47 • Kjell Hjern
- 1951–55 • Folke Edwards
- 1957–67 • Folke Edwards
- 1968–69 • Leif Nylén
- 1969-72 • Folke Edwards
- 1973–78 • Håkan Wettre (redaktionssekreterare)
- 1980–84 • Gertrud Sandqvist
- 1988–91 • Isabella Nilsson
- 1995–96 • Åsa Nacking
- 1996, nr.4 • Jan Håfström (gästredaktör)[6]
- 1997, nr.1 • Åsa Nacking (gästredaktör)[6]
- 1997, nr.2 • Pamela Jaskoviak & Ola Åstrand (gästredaktörer)[6]
- 1998, nr.1 • William Fovet (gästredaktör)[6]
- 1999, nr.1 • Peter Johansson (gästredaktör)[6]
- 1999, nr.2 • Yngve Brothén (redaktionssekreterare)[6]
- 1999, nr.3 • John Sundkvist (gästredaktör)[6]
- 2000, nr.2 • Peder Jansson (gästredaktör)[7]
- 2000, nr.3 • Tom Sandqvist (gästredaktör)[7]
- 2002–04 • Cecilia Gelin
- 2004–06 • Anna van der Vliet
- 2006–10 • Sophie Allgårdh
- 2011–12 • Milou Allerholm, Sinziana Ravini & Fredrik Svensk[8]
- 2012– • Sinziana Ravini & Fredrik Svensk